# Pasquale Fazio
Pasquale Daniele Fazio, noto anche come Lito Fazio (Messina, 10 giugno 1989), è un ex calciatore italiano, di ruolo difensore.

## Carriera
Ha iniziato a giocare nell'Igea Virtus in Serie C2.
Nel 2008 passa al Casarano, in Eccellenza, e dopo due stagioni passa all'Andria.
Nel 2011 si trasferisce alla Ternana, e diventando uno dei protagonisti della promozione dalla Lega Pro Prima Divisione alla Serie B. in campionato ha realizzato anche una rete al debutto contro l'Avellino.
Nella stagione 2012-2013 debutta in Serie B e colleziona 29 partite e realizzando una rete contro il Livorno.
La terza stagione rossoverde, colleziona 30 presenze e durante l'ultima giornata contro la Reggina indossa per la prima volta la fascia da capitano. A fine stagione, la società rossoverde gli rinnova il contratto fino al 30 giugno 2015 e viene nominato capitano della squadra.
Il 4 novembre 2014 nella gara contro la Virtus Entella raggiunge le 100 presenze in campionato in rossoverde e la settimana seguente in un'intervista annovera la possibilità di restare a Terni a vita, nonostante questo e nonostante un gol realizzato contro il Modena che permetterà agli umbri di mantenere la categoria, a fine anno la società non gli rinnoverà il contratto.
Il 2 luglio 2015 firma un triennale con il Trapani. Esordisce il 9 agosto 2015, a Trapani nella vittoriosa gara con il Como (1-0), valida per il Secondo Turno di Coppa Italia 2015-2016.
In scadenza di contratto, il 9 giugno 2018 viene tesserato dalla Ternana, facendo così ritorno nella squadra umbra e legandosi alle Fere fino al 2020.
Viene tesserato per una stagione dalla Juve Stabia. Poi Il 16 settembre 2020 viene ufficializzato il tesseramento dal Catanzaro.

## Statistiche

### Presenze e reti nei club
| Stagione           | Squadra            | Campionato         | Campionato | Campionato | Coppe nazionali | Coppe nazionali | Coppe nazionali | Coppe continentali | Coppe continentali | Coppe continentali | Altre coppe | Altre coppe | Altre coppe | Totale | Totale |
| Stagione           | Squadra            | Comp               | Pres       | Reti       | Comp            | Pres            | Reti            | Comp               | Pres               | Reti               | Comp        | Pres        | Reti        | Pres   | Reti   |
| ------------------ | ------------------ | ------------------ | ---------- | ---------- | --------------- | --------------- | --------------- | ------------------ | ------------------ | ------------------ | ----------- | ----------- | ----------- | ------ | ------ |
| 2006-2007          | Igea Virtus        | C2                 | 3          | 0          | CI-C            | 0               | 0               |                    | -                  | -                  |             | -           | -           | 3      | 0      |
| 2007-2008          | Igea Virtus        | C2                 | 18         | 0          | CI-C            | 2               | 0               |                    | -                  | -                  |             | -           | -           | 20     | 0      |
| Totale Igea Virtus | Totale Igea Virtus | Totale Igea Virtus | 21         | 0          |                 | 2               | 0               |                    | -                  | -                  |             | -           | -           | 23     | 0      |
| 2008-2009          | Casarano           | Ecc                | 31         | 1          | CI-Dil.         | 6               | 2               |                    | -                  | -                  |             | -           | -           | 37     | 3      |
| 2009-2010          | Casarano           | D                  | 35         | 0          | CI-D            | 4               | 0               |                    | -                  | -                  |             | -           | -           | 39     | 0      |
| Totale Casarano    | Totale Casarano    | Totale Casarano    | 66         | 1          |                 | 10              | 2               |                    | -                  | -                  |             | -           | -           | 76     | 3      |
| 2010-2011          | Andria BAT         | 1D                 | 30         | 0          | CI-LP           | 1               | 0               | -                  | -                  | -                  | -           | -           | -           | 31     | 0      |
| 2011-2012          | Ternana            | 1D                 | 25         | 1          | CI-LP           | 0               | 0               |                    | -                  | -                  | SL-1D       | 2           | 0           | 27     | 1      |
| 2012-2013          | Ternana            | B                  | 29         | 1          | CI              | 0               | 0               |                    | -                  | -                  |             | -           | -           | 29     | 1      |
| 2013-2014          | Ternana            | B                  | 30         | 0          | CI              | 0               | 0               |                    | -                  | -                  |             | -           | -           | 30     | 0      |
| 2014-2015          | Ternana            | B                  | 34         | 1          | CI              | 2               | 0               |                    | -                  | -                  |             | -           | -           | 36     | 1      |
| 2015-2016          | Trapani            | B                  | 37+4       | 3          | CI              | 2               | 0               |                    | -                  | -                  |             | -           | -           | 43     | 3      |
| 2016-2017          | Trapani            | B                  | 32         | 0          | CI              | 2               | 0               |                    | -                  | -                  |             | -           | -           | 34     | 0      |
| 2017-2018          | Trapani            | C                  | 33+2       | 2          | CI+CI-C         | 3+1             | 1               |                    | -                  | -                  |             | -           | -           | 39     | 3      |
| Totale Trapani     | Totale Trapani     | Totale Trapani     | 102+6      | 5          |                 | 8               | 1               |                    | -                  | -                  |             | -           | -           | 116    | 6      |
| 2018-2019          | Ternana            | C                  | 31         | 0          | CI+CI-C         | 3+0             | 0               |                    | -                  | -                  |             | -           | -           | 34     | 0      |
| Totale Ternana     | Totale Ternana     | Totale Ternana     | 149        | 3          |                 | 5               | 0               |                    | -                  | -                  |             | 2           | 0           | 156    | 3      |
| 2019-2020          | Juve Stabia        | B                  | 21         | 0          | CI              | 1               | 0               |                    | -                  | -                  | -           | -           | -           | 22     | 0      |
| 2020-2021          | Catanzaro          | C                  | 33+2       | 1          | CI              | 3               | 1               |                    | -                  | -                  | -           | -           | -           | 38     | 2      |
| 2021-2022          | Catanzaro          | C                  | 31+4       | 2          | CI+CI-C         | 2+3             | 0               |                    | -                  | -                  | -           | -           | -           | 40     | 2      |
| 2022-2023          | Catanzaro          | C                  | 12         | 1          | CI-C            | 1               | 0               | -                  | -                  | -                  | SC-C        | 0           | 0           | 13     | 1      |
| Totale Catanzaro   | Totale Catanzaro   | Totale Catanzaro   | 76+6       | 4          |                 | 9               | 1               |                    | -                  | -                  |             | 0           | 0           | 91     | 5      |
| 2023-2024          | Monopoli           | C                  | 20         | 0          | CI-C            | 0               | 0               |                    | -                  | -                  |             | -           | -           | 20     | 0      |
| Totale carriera    | Totale carriera    | Totale carriera    | 463+12     | 13         |                 | 36              | 4               |                    | -                  | -                  |             | 2           | 0           | 513    | 17     |

## Palmarès

### Competizioni nazionali
- Coppa Italia Dilettanti: 1

Casarano: 2008-2009
- Lega Pro Prima Divisione: 1

Ternana: 2011-2012 (girone A)
- Serie C: 1

Catanzaro: 2022-2023 (girone C)
- Supercoppa Serie C: 1

Catanzaro: 2023

### Competizioni regionali
- Eccellenza: 1

Casarano: 2008-2009
- Coppa Italia Dilettanti Puglia: 1

Casarano: 2008-2009